# Ganestrius
Ganestrius is een geslacht van kevers uit de familie  
kniptorren (Elateridae).
Het geslacht is voor het eerst wetenschappelijk beschreven in 1976 door Dolin.

## Soorten
Het geslacht omvat de volgende soorten:
- Ganestrius elongatus Dolin, 1976
- Ganestrius stibicki (Dolin, 1976)